# مطار تامبا الدولي
مطار تامبا الدولي (بالإنجليزية: Tampa International Airport) (إياتا: TPA – ايكاو: KTPA – إف إيه إيه: TPA) (المعروف باسم مطار درو فيلد البلدي حتى عام 1952) هو مطار عام، تأسس في 1928، ويبعد ستة أميال غرب وسط مدينة تامبا، في مقاطعة هيلزبره، فلوريدا، الولايات المتحدة الأمريكية. المطار مملوك للقطاع العام من قبل هيئة الطيران في مقاطعة هيلزبورو (HCAA). يخدم المطار 93 وجهة مباشرة في جميع أنحاء أمريكا الشمالية وأمريكا الوسطى ومنطقة البحر الكاريبي وأوروبا عبر شركات طيران متعددة.

## شركات الطيران والوجهات

### الركاب
| شركـات طيـران              | الوجهات | Refs   |
| -------------------------- | --- | ------ |
| طيران كندا                 | مطار مونتريال الدولي، مطار تورونتو بيرسون الدولي | [ 8 ]  |
| Air Canada Rouge           | مطار تورونتو بيرسون الدولي موسمي: مطار هاليفاكس الدولي، Ottawa | [ 8 ]  |
| خطوط آلاسكا الجوية         | مطار سياتل تاكوما الدولي موسمي: مطار لوس أنجلوس الدولي، مطار بورتلاند الدولي، مطار سان دييغو الدولي، مطار سان فرانسيسكو الدولي | [ 9 ]  |
| الخطوط الجوية الأمريكية    | مطار أوستن برغستروم الدولي، مطار شارلوت دوغلاس الدولي، مطار أوهير الدولي، مطار دالاس فورت ورث الدولي، مطار ميامي الدولي، مطار فيلادلفيا الدولي، مطار فينيكس سكاي هاربر الدولي، Raleigh/Durham (تنتهي في 7 يناير 2024)، مطار رونالد ريغان الوطني موسمي: مطار لوس أنجلوس الدولي | [ 11 ] |
| إمريكان إيغل               | مطار أوستن برغستروم الدولي، مطار ناشفيل الدولي، Raleigh/Durham (تنتهي في 7 يناير 2024) موسمي: مطار ميامي الدولي | [ 12 ] |
| Avelo Airlines             | New Haven (CT) ‏، Wilmington (DE) ‏، Wilmington (NC) ‏ | [ 13 ] |
| Breeze Airways             | Akron/Canton، Charleston (SC) ‏، Charleston (WV) ‏، Columbus–Glenn (تنتهي في 27 نوفمبر 2023)، Fayetteville/Bentonville، Gulfport/Biloxi (تبدأ في 12 يناير 2024)، Hartford، مطار هنتسفيل الدولي، Louisville، Norfolk، مطار بيتسبرغ الدولي ‏، Portland (ME) ‏، Providence، Raleigh/Durham، Richmond، Springfield (IL) ‏ (begins December 4، 2023)، Syracuse | [ 17 ] |
| الخطوط الجوية البريطانية   | مطار غاتويك | [ 18 ] |
| Cayman Airways             | مطار أوين روبرتس الدولي | [ 19 ] |
| خطوط كوبا الجوية           | مطار توكومين الدولي | [ 20 ] |
| خطوط دلتا الجوية           | مطار هارتسفيلد جاكسون، مطار لوجان الدولي، Cincinnati، مطار ديترويت، مطار لوس أنجلوس الدولي، مطار منيابولس سانت بول الدولي، مطار جون إف كينيدي الدولي، مطار لاغوارديا، Raleigh/Durham، مطار سولت ليك سيتي الدولي، مطار سياتل تاكوما الدولي | [ 21 ] |
| Discover Airlines          | مطار فرانكفورت | [ 22 ] |
| إديلويس إير                | مطار زيورخ الدولي | [ 23 ] |
| خطوط فرونتير الجوية        | Aguadilla، مطار هارتسفيلد جاكسون، مطار بوفالو نياغارا الدولي ‏، مطار ميدواي الدولي، Cincinnati، Cleveland، مطار دالاس فورت ورث الدولي، مطار دنفر الدولي، مطار هاري ريد الدولي، Long Island/Islip ‏، مطار فيلادلفيا الدولي، مطار لويس مارين مونيوز، Trenton موسمي: مطار بالتيمور واشنطن الدولي (تبدأ في 16 نوفمبر 2023)، Cancún، مطار ديترويت، Grand Rapids ‏، مطار سانجستر الدولي، مطار فينيكس سكاي هاربر الدولي، Punta Cana ‏، مطار لاس أمريكا الدولي، مطار سانت لويس الدولي | [ 25 ] |
| خطوط جيت بلو الجوية        | Aguadilla، مطار لوجان الدولي، Cancún، Hartford، مطار نيوآرك ليبرتي الدولي، مطار جون إف كينيدي الدولي، مطار لاغوارديا، مطار لويس مارين مونيوز، White Plains ‏ | [ 26 ] |
| Lynx Air                   | مطار مونتريال الدولي (تبدأ في 17 نوفمبر 2023)، مطار تورونتو بيرسون الدولي (تبدأ في 16 نوفمبر 2023) | [ 27 ] |
| Porter Airlines            | مطار تورونتو بيرسون الدولي | [ 29 ] |
| Silver Airways             | Fort Lauderdale ‏، Greenville/Spartanburg، Key West ‏، Marsh Harbour ‏، Nassau، Pensacola، Savannah، Tallahassee | [ 30 ] |
| خطوط ساوث ويست الجوية      | Albany، مطار هارتسفيلد جاكسون، مطار أوستن برغستروم الدولي، مطار بالتيمور واشنطن الدولي، Birmingham (AL) ‏، مطار بوفالو نياغارا الدولي ‏، مطار ميدواي الدولي، مطار أوهير الدولي، Columbus–Glenn، Dallas–Love، مطار دنفر الدولي، Fort Lauderdale ‏، Hartford، مطار خوسيه مارتي الدولي، Houston–Hobby، مطار إنديانابوليس الدولي، Kansas City ‏، مطار هاري ريد الدولي، Long Island/Islip ‏، Louisville، Manchester (NH) ‏، Milwaukee، مطار ناشفيل الدولي، مطار نيو أورلينز لويس أرمسترونغ الدولي، مطار لاغوارديا، مطار فيلادلفيا الدولي، مطار فينيكس سكاي هاربر الدولي، مطار بيتسبرغ الدولي ‏، Providence، Raleigh/Durham، Rochester (NY) ‏، مطار سان أنطونيو الدولي، مطار لويس مارين مونيوز، مطار سانت لويس الدولي، مطار رونالد ريغان الوطني موسمي: Cincinnati، Cleveland، مطار ديترويت، Grand Rapids ‏، مطار جورج بوش الدولي، مطار ممفيس الدولي، مطار منيابولس سانت بول الدولي، Oklahoma City ‏، Omaha، مطار سولت ليك سيتي الدولي، مطار سان دييغو الدولي (تستأنف في 8 يونيو 2024)، Syracuse | [ 32 ] |
| خطوط سبيريت الجوية         | مطار هارتسفيلد جاكسون، Atlantic City ‏، مطار بالتيمور واشنطن الدولي، مطار لوجان الدولي، مطار شارلوت دوغلاس الدولي، مطار أوهير الدولي، مطار دالاس فورت ورث الدولي، مطار ديترويت، Fort Lauderdale ‏، مطار جورج بوش الدولي، مطار إنديانابوليس الدولي، مطار هاري ريد الدولي، مطار منيابولس سانت بول الدولي، مطار نيو أورلينز لويس أرمسترونغ الدولي، مطار بيتسبرغ الدولي ‏، مطار لويس مارين مونيوز موسمي: Charleston (SC) ‏ (تبدأ في 15 نوفمبر 2023)، Cleveland، Columbus–Glenn (تستأنف في 15 نوفمبر 2023)، Louisville، Manchester (NH) ‏، مطار نيوآرك ليبرتي الدولي، Norfolk (تبدأ في 15 نوفمبر 2023)، مطار فيلادلفيا الدولي، Richmond (تبدأ في 15 نوفمبر 2023) | [ 34 ] |
| خطوط بلاد الشمس الجوية     | مطار منيابولس سانت بول الدولي | [ 35 ] |
| الخطوط الجوية المتحدة      | مطار أوهير الدولي، مطار دنفر الدولي، مطار جورج بوش الدولي، مطار لوس أنجلوس الدولي، مطار نيوآرك ليبرتي الدولي، مطار سان فرانسيسكو الدولي، مطار واشنطن دولس الدولي موسمي: Cleveland | [ 36 ] |
| خطوط فيرجن أتلانتيك الجوية | مطار لندن هيثرو | [ 37 ] |
| ويست جت إيرلاينز ‏          | مطار تورونتو بيرسون الدولي موسمي: مطار كالغاري الدولي (تبدأ في 23 ديسمبر 2023)، Hamilton (ON) ‏، St. John's ‏ (تستأنف في 17 مارس 2024) | [ 40 ] |

## الإحصائيات

### شركات الطيران
| الرتبة | الناقل                  | الركاب    | الحصة  |
| ------ | ----------------------- | --------- | ------ |
| 1      | خطوط ساوث ويست الجوية   | 5,780,000 | 27.59% |
| 2      | خطوط دلتا الجوية        | 3,770,000 | 17.99% |
| 3      | الخطوط الجوية الأمريكية | 3,410,000 | 16.28% |
| 4      | الخطوط الجوية المتحدة   | 2,159,000 | 10.31% |
| 5      | خطوط فرونتير الجوية     | 1,689,000 | 8.06%  |
|        | آخرى                    | 4,143,000 | 19.78% |

### أشهر الوجهات
| الرتبة | المدينة                     | الركاب    | الناقل                                |
| ------ | --------------------------- | --------- | ------------------------------------- |
| 1      | مطار هارتسفيلد جاكسون       | 1,008,860 | دلتا, فرونتير, ساوث ويست, سبيريت      |
| 2      | مطار شارلوت دوغلاس الدولي   | 480,720   | الأمريكية                             |
| 3      | مطار دنفر الدولي            | 443,910   | فرونتير, ساوث ويست, المتحدة           |
| 4      | مطار أوهير الدولي           | 418,750   | الأمريكية, ساوث ويست, سبيريت, المتحدة |
| 5      | مطار نيوآرك ليبرتي الدولي   | 402,910   | جيت بلو, سبيريت, المتحدة              |
| 6      | مطار دالاس فورت ورث الدولي  | 400,250   | الأمريكية, سبيريت                     |
| 7      | مطار لاغوارديا              | 367,980   | دلتا, جيت بلو, ساوث ويست, سبيريت      |
| 8      | مطار لوجان الدولي           | 360,890   | دلتا, جيت بلو, سبيريت                 |
| 9      | مطار بالتيمور واشنطن الدولي | 353,340   | ساوث ويست, سبيريت                     |
| 10     | مطار ديترويت                | 345,940   | دلتا, ساوث ويست, سبيريت               |

| الرتبة | المدينة                    | الركاب  | الناقل                               |
| ------ | -------------------------- | ------- | ------------------------------------ |
| 1      | مطار تورونتو بيرسون الدولي | 242,721 | طيران كندا، طيران كندا روج، ويست جيت |
| 2      | مطار غاتويك                | 144,006 | البريطانية                           |
| 3      | مطار فرانكفورت             | 109,985 | Eurowings Discover                   |
| 4      | مطار خوسيه مارتي الدولي    | 98,612  | ساوث ويست                            |
| 5      | Cancún, Mexico             | 64,640  | فرونتير, جيت بلو                     |
| 6      | مطار توكومين الدولي        | 49,055  | كوبا                                 |
| 7      | مطار أوين روبرتس الدولي    | 33,980  | خطوط كايمان الجوية                   |
| 8      | مطار زيورخ الدولي          | 23,777  | إديلويس إير                          |
| 9      | مطار مونتريال الدولي       | 20,093  | طيران كندا روج                       |
| 10     | مطار لندن هيثرو            | 16,421  | فيرجن أتلانتك                        |

## وصلات خارجية
- الموقع الإلكتروني